# Sunset Hills
Sunset Hills é uma cidade localizada no estado americano do Missouri, no Condado de St. Louis.

## Demografia
Segundo o censo americano de 2000, a sua população era de 8267 habitantes.
Em 2006, foi estimada uma população de 8301, um aumento de 34 (0.4%).

## Geografia
De acordo com o United States Census Bureau tem uma área de 23,4 km², dos quais 23,4 km² cobertos por terra e 0,0 km² cobertos por água.

## Localidades na vizinhança
O diagrama seguinte representa as localidades num raio de 8 km ao redor de Sunset Hills.